# Miguel López de la Serna
Miguel López de la Serna, OFM (também Michele Lopez de la Sorra) (falecido em 1490) foi um prelado católico romano que serviu como bispo das Ilhas Canárias (1486–1490).

## Biografia
Miguel López de la Serna foi ordenado sacerdote na Ordem dos Frades Menores. No dia 29 de março de 1486, foi nomeado durante o papado de Inocêncio VIII como Bispo das Ilhas Canárias, tendo servido como bispo até à sua morte em 1490.